# Reinbach (Menach)
Der Reinbach ist ein etwa einen Kilometer langer Waldbach bei Markt Mitterfels im Landkreis Straubing-Bogen in Niederbayern, der von rechts und Nordwesten in die Menach mündet.
Es gibt in Mitterfels einen weiteren Reinbach, der über den Aubach in die Kinsach mündet.

## Verlauf
Der Bach entspringt in Mitterfels östlich der Staatsstraße 2140 und südlich der Waldeckstrasse am Rand von deren Häuserzeile zum Wald. Er läuft erst in Richtung Ostsüdosten bis zur Trasse der ehemaligen Bahnstrecke Straubing–Miltach, die er unterquert, und dann weiter südöstlich im Talwald, bis er nach etwa 900 Metern Laufs nahe der Gemeindegrenze zu Haselbach in zuallerletzt südlicher Richtung vor der Höllmühl von Mitterfels in die Menach mündet.
Auf dem letzten Viertel seines Laufes fließt er durch einen unter 0,1 ha großen Waldweiher, gleich anschließend mündet in ihn von rechts ein etwa 400 Meter langer Waldbach, der südlich des Mitterfelser Bahnhofs entsteht.

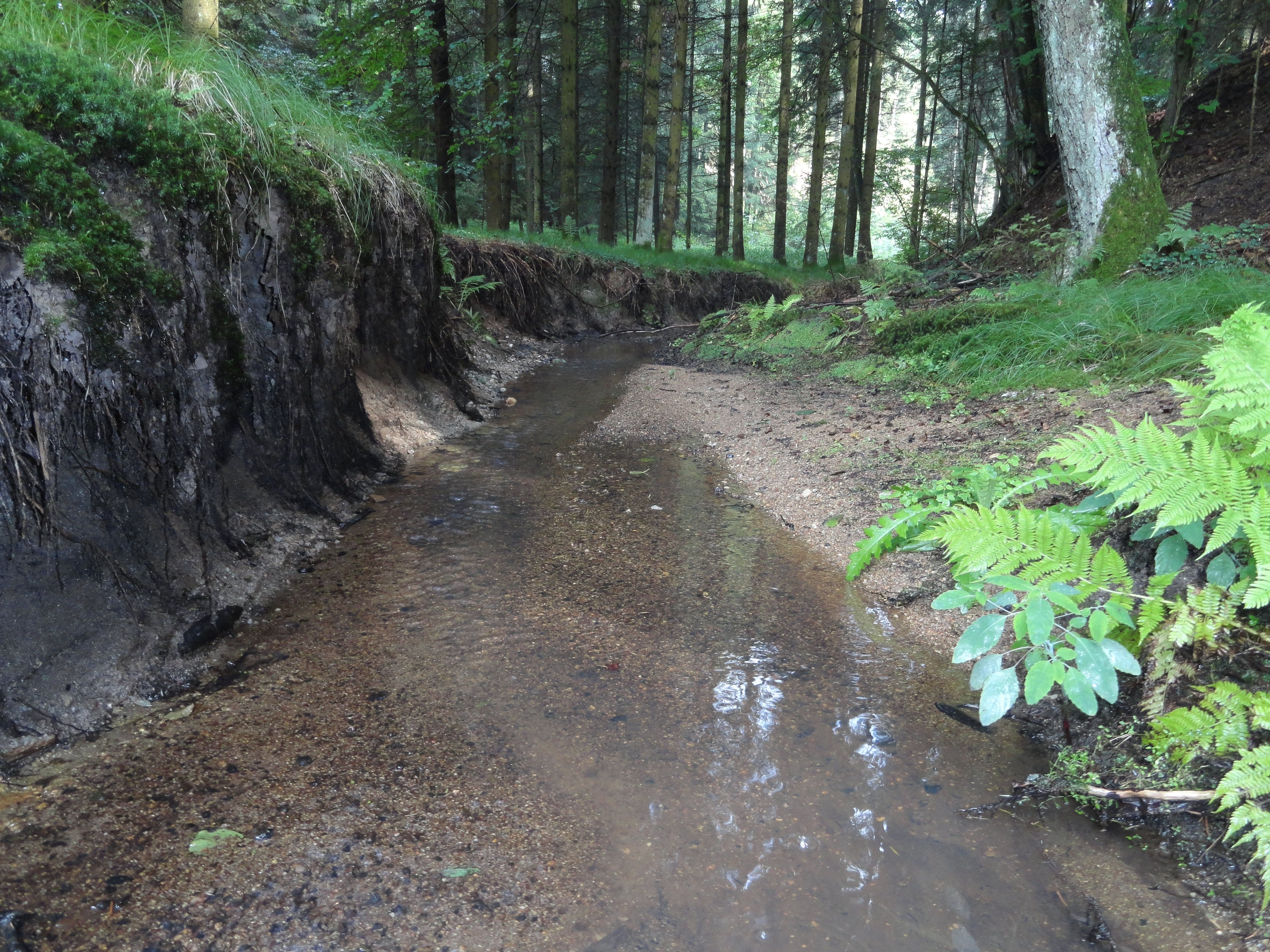
Nördlicher Zufluss des Reinbach

Kurz vor der Mündung läuft ein weiterer, etwa 1,1 km langer Nebenbach aus dem Norden zu, in dessen Richtung sich der Reinbach dann auf seinen letzten Metern kehrt. Dessen Quellgebiet liegt etwas nördlich der Mitterfelser Gemarkungsgrenze südlich des Haselbacher Teilorts Rogendorf, er speist danach eine große Weiherkette in seiner Talmulde, bei der die ersten fünf Weiher von Menschen angelegt wurden. Ihnen folgt eine Fläche von etwa 10 ha, auf der Biber durch ihre Staubauwerke große Wasserflächen geschaffen haben. Später markiert der Bach bis fast gegen Ende die Gemeindegrenze.
Der etwa halb so lange, im Gegenlauf westlich zum Aubach ziehende Namensvetter entsteht nur 200 Meter westlich des Reinbach-Ursprungs am gegenüberliegenden Dorfrand jenseits eines kleinen Geländesattels, auf dem die Durchgangsstraße läuft.